# 4Q503
4Q503 ist die Bezeichnung für eine sehr fragmentarisch erhaltene antike hebräische Schriftrolle vom Toten Meer. Sie stammt aus Höhle 4Q und wird in der Fachliteratur nach ihrem Inhalt auch als „Tägliche Gebete“ (englisch: Daily Prayers, französisch: 4QPrières quotidiennes) bezeichnet. Es handelt sich um 225 meist sehr kleine Papyrusfragmente; dank der  regelmäßigen Struktur des Textes sind trotzdem Vermutungen über das gesamte Werk möglich. Es wird paläografisch ins frühe 1. Jahrhundert v. Chr. datiert, also in die Zeit der Hasmonäer.

## Inhalt
Ursprünglich enthielt die Rolle für jeden Tag eines Monats ein kurzes Abend- und Morgengebet (der Tag des jüdischen Kalenders beginnt jeweils mit dem Sonnenuntergang am Abend). Die Gebete hatten folgenden gleichbleibenden Aufbau:
| Abend                      | Morgen                    |
| -------------------------- | ------------------------- |
| Angabe des Tags und Monats | „Wenn die Sonne aufgeht…“ |
| Segensspruch (Beracha)     | Segensspruch              |
| Gebet für die Nacht        | Gebet für den Tag         |
| Friedenswunsch für Israel  | Friedenswunsch für Israel |

Es änderte sich also nur der dritte Teil des relativ kurzen Formulars. Soweit aus den Fragmenten erkennbar, enthielt dieses Gebet Reflexionen über den jeweiligen Tag. Jeder Tag hatte demnach eine bestimmte Anzahl von „Toren des Lichts“ (hebräisch שערי אור ša‘arê ’ôr), jede Nacht dagegen eine bestimmte Anzahl von „Losen der Dunkelheit“ (hebräisch גורלות לילה gôralôt lajlah) und „Losen des Lichts“ (hebräisch גורלות אור gôralôt ’ôr), womit wahrscheinlich die Mondphasen bezeichnet wurden. Die angebetete Gottheit erneuert und beherrscht die Tageszeiten. Die Beter bezeichneten sich selbst als „heiliges Volk“ und „Söhne der Gerechtigkeit“. Obwohl dies gut zu den Anschauungen der Qumrangemeinde (Jachad) passt, können derartige Gebete auch älter und vom Jachad nur übernommen worden sein. „Jachadische Ideologie ist … nur schwer erkennbar, und die Ausrichtung der Liturgie nach dem Vollmond macht eine jachadische Autorschaft eher unwahrscheinlich.“ (Daniel Stökl Ben Ezra)
Die Ähnlichkeit zu einem alten Segensspruch vor dem Schma Jisrael, der Qeduschat Jotzer, ist auffällig, reduziert sich aber, da die Parallelen größtenteils nur Themen betreffen, die in einem Morgengebet zu erwarten sind: Dunkelheit, Licht und Sonne. Es handelt sich also eher um Analogien zur spätantiken synagogalen Liturgie, wie sie in der rabbinischen Literatur beschrieben wird.

## Textausgaben
- Discoveries in the Judaean Desert, Band 7 (M. Baillet): Qumrân grotte 4.III – 4Q482–4Q520. Clarendon, Oxford 1982, S. 105–136 (orion.mscc.huji.ac.il)
- The Dead Sea Scrolls. Hebrew, Aramaic, and Greek Texts with English Translations. Band 4a: Pseudepigraphic and Non-Masoretic Psalms and Prayers. Hrsg. by James H. Charlesworth, H. W. Rietz, P. W. Flint u. a., Mohr Siebeck, Tübingen 1997, S. 235–285.
- James R. Davila: Liturgical Works (= Eerdmans Commentaries on the Dead Sea Scrolls). Eerdmans, Grand Rapids 2000, S. 208–238.

### Überblick
- Géza G. Xeravits, Peter Porzig: Einführung in die Qumranliteratur (De Gruyter Studium). Walter de Gruyter, Berlin/Boston 2015. ISBN 978-3-11-034975-7. (abgerufen über De Gruyter Online)
- Daniel Stökl Ben Ezra: Qumran. Die Texte vom Toten Meer und das antike Judentum. Mohr Siebeck, Tübingen 2016. ISBN 978-3-8252-4681-5.

### Einzeluntersuchungen
- Martin Abegg: Does Anyone Really Know What Time It Is? A Reexamination of 4Q503 in Light of 4Q317. In: Donald Wayne Parry, Eugene Charles Ulrich (Hrsg.): The Provo International Conference on the Dead Sea Scrolls. Brill, Leiden / Boston / Köln 1999, S. 396–406.
- Esther G. Chazon: The Function of the Qumran Prayer Texts. An Analysis of the Daily Prayers. In: Lawrence H.  Schiffman, Emanuel Tov, James VanderKam, G. Marquis (Hrsg.): The Dead Sea Scrolls Fifty Year After Their Discovery. Israel Exploration Society / Israel Museum Jerusalem 2000, S. 217–225.
- Moshe Weinfeld: Prayer and Liturgical Practice in the Qumran Sect. In: Uriel Rappaport, Devorah Dimant (Hrsg.): The Dead Sea Scrolls, Forty years of research (= Studies on the Texts in the Desert of Judah. Band 10). Brill, Leiden u. a. 1992, S. 241–258.